# Isabel Abedi
 (juin 2015).
Isabel Nasrin Abedi, née le 3 mars 1967   à Munich, est une écrivaine allemande de littérature pour la jeunesse.

## Biographie
Isabel Abedi a grandi à Düsseldorf. Après son Abitur, elle part faire un stage dans la production cinématographique à Los Angeles. Puis elle retourne en Allemagne où elle a été formée à Hambourg pour un copywriter.[pas clair]
Pendant treize ans, elle a travaillé dans cette profession et a commencé à rédiger des livres pour enfants. Elle  travaille comme auteur pour plusieurs éditeurs.
Ses livres sont publiés en plusieurs langues. Le développement de sa série de livres Lola connaît un grand succès.[non neutre] Elle fut aussi connue grâce à ses romans pour enfants Sous le train fantôme et Le Monde interdit. Le roman pour jeunes d'Abedi Whisper a été nommé en 2006 par le jury des jeunes pour le prix allemand de la littérature jeunesse. Le roman a également reçu plusieurs prix régionaux et vint sur la liste des « 7 meilleurs livres pour jeunes lecteurs » de la radio en Allemagne et Focus. Le roman pour jeunes Isola dans lequel 12 jeunes sont sur une île et sont filmés par une caméra de surveillance, qui a fait l'objet d'un projet de film,[réf. nécessaire] a été nommé à plusieurs reprises pour le prix Hans-Jörg-Martin du polar pour les enfants et la jeunesse.[réf. nécessaire]